# 小原莉子
小原 莉子（こはら りこ、1990年2月3日 - ）は、日本の女性声優、ギタリスト。岐阜県出身。

## 来歴
ESP学園ミュージシャン科ギターコース出身。
中学時代に声優になる夢を持っていたが、当時は引っ込み思案な性格で自信が持てず、一度は断念したという。
高校に進学後、だんだんと自己主張ができるようになった。高校生の頃に友人から「ギターの子がボーカルをすることになったから、代わりにギターをしてほしい」と頼まれたことがきっかけとなりギターを始める。その後、専門学校に進み、同じ岐阜県出身のギタリストである日下部 "BURNY" 正則と出会い彼に師事する。そのため、ギター演奏では彼のプレイスタイルを受け継いでいる。
2011年6月、テレビアニメ『SKET DANCE』からのオーディション企画でバンド「The Sketchbook」を結成しデビュー。コペルに所属。
2014年、テレビアニメ『それいけ!アンパンマン』第1212回のネコミ・野菜嫌いの男の子役で声優デビュー。
2015年3月をもってThe Sketchbookを解散。以降声優をメインに活動中。2015年9月14日よりオブジェクトに所属していたが、2022年3月をもって同社がマネージメント事業を終了したため、現在はマネージャー付きのフリーの声優として活動している。
2018年3月より、メディアミックスプロジェクト『BanG Dream!』の女性バンド「RAISE A SUILEN」にギター朝日六花役として加入。The Sketchbook時代はレスポールを主に使用していたが、RAISE A SUILENではストランドバーグを使用している。

## 人物
方言は岐阜弁。
趣味はバンジージャンプ。特技はギター。
手話検定3級を所持している。

## 出演
太字はメインキャラクター。

### テレビアニメ
2012年
- SKET DANCE（歌のおねえさん）

2014年
- それいけ!アンパンマン（ネコ美、野菜嫌いの男の子）

2016年
- アイドルメモリーズ（星七海）
- ファンタシースターオンライン2 ジ アニメーション（リコ）

2017年
- アイスくりたろう（べりぃちゃん）

2018年
- 25歳の女子高生（長谷川）
- Caligula -カリギュラ-（リリィ）
- PERSONA5 the Animation（女性キャスター）
- 閃乱カグラ SHINOVI MASTER -東京妖魔篇-（月光）

2019年
- BanG Dream!（2019年 - 2022年、朝日六花 / ロック） - 2シリーズ + 1作品
- 岐阜のたてかよこ（たてかよこ）
- ネコのジゴロー 令和版
- 神田川JET GIRLS（2019年 - 2020年、蒼井ミサ）

2020年
- 八男って、それはないでしょう!（ミリヤム）
- ぽっこりーず（シロちゃん、猫）
- BanG Dream! ガルパ☆ピコ 〜大盛り〜 / ふぃーばー！（2020年 - 2021年、ロック / 朝日六花） - 2シリーズ
- 東京ガンボ（かりん）

2022年
- 終末のハーレム（武者小路薫）
- てっぺんっ!!!!!!!!!!!!!!!（白壁まこ）

2023年
- BanG Dream! It's MyGO!!!!!（朝日六花）

2025年
- おいでよ魔法少女村（不法占拠）（釧路）
- ネコこのゴロ〜天下統一編〜（ネコ太郎 ）

### 劇場アニメ
- 劇場版 BanG Dream! Episode of Roselia II：Song I am.（2021年、朝日六花）
- BanG Dream! FILM LIVE 2nd Stage（2021年、ロック[33]）
- リクはよわくない（2021年、テンポ[34]）
- 劇場版 BanG Dream! ぽっぴん'どりーむ!（2022年、ロック）

### OVA
- 神田川JET GIRLS ここから始まる東京ガールズプロモーション（2020年、蒼井ミサ）

### ゲーム
2014年
- ドラゴンジェネシス（マスターアサシン〈女〉）
- 幻獣姫（コノハナサクヤ）

2015年
- ファンタシースターオンライン2（女性[EX]ボイスA07、女性[EX]ボイスA08､女性[EX]ボイスA12）
- メイプルストーリー（ジグムント）
- リベリオンブレイド（ミア）
- クルセイダークエスト（ブリジット、ダルタニャン）
- ガーディアンクラッシュ（ユノ）
- ヴァリアントナイツ（シャーロット＝リコ）

2016年
- 三国志ものがたり（郭嘉 馬岱）
- 御城プロジェクト:RE（清洲城、宇和島城、鶴島城）
- 戦乱のサムライキングダム（井上九郎右衛門）
- レムリア〜Strada Of Chain〜（ミレニー、紅麗、レイン、ブリジット、カリス）
- ファンタシースターオンライン2 es（ロックナックル）
- Caligula -カリギュラ-（リリィ）
- ファンタジーウォータクティクス（カンフー少女タオ、カウガールジェニー）
- ぐるモン!（金角・銀角）

2017年
- フィッシュアイランド2（リリー、エリー）
- 黒の騎士団〜ナイツクロニクル〜（エスメラルダ）
- 三国志炎舞〜王様の物語〜（馬超）
- V!勇者のくせになまいきだR（勇者〈魔法使い〉）
- NOeSIS 歌う影の戯曲（郷古すばる）
- シノビマスター 閃乱カグラ NEW LINK（月光）
- アズールレーン（リッチモンド）

2018年
- テリア・サーガ（ベロニカ、ターナ）
- 消滅都市2（カレン）
- ポポロクロイス物語 ナルシアの涙と妖精の笛（アルジェ、ラミア）
- Caligula Overdose -カリギュラ オーバードーズ-（リリィ）
- 九州三国志（小喬）

2019年
- バンドリ！ ガールズバンドパーティ（2019年 - 2023年、ロック / 朝日六花）
- キグルミキノコ Q-bit（七思議このか）
- ボーダーブレイク（アイラ）

2020年
- 神田川JET GIRLS（蒼井ミサ）
- ART CODE SUMMONER（ギュスターヴ・クールベ）
- ステーションメモリーズ!（品川めぐる〈初代〉）
- ブラウンダスト（ゲイラニア）
- 星空鉄道とシロの旅（花江）

2021年
- 魔界戦記ディスガイア6（ビーコ）
- ワールドフリッパー(テオ)
- クレヨンしんちゃん 「オラと博士の夏休み」〜おわらない七日間の旅〜（ひのやまヨヨコ）
- クラッシュフィーバー（ノア）

2022年
- アークナイツ（マルベリー）

2023年
- メギド72（リリス）
- 少女☆歌劇 レヴュースタァライト -Re LIVE-（ロック）
- イースX -NORDICS-（モミナ・イヴリーズ）

2024年
- モンスターストライク（アレスター）

### ドラマCD
- ちゃんおぷ的ドラマシリーズ（2014年、店員リコ） - 3作品
- 悠久のユーフォリア（2016年、敵スピリット）

### 吹き替え
- シン・ジョーズ（2017年、少女、シリ）
- ドラゴン・ウォリアーズ（2017年、イダリア、エレーズ）
- ドント・ノック・トワイス（2017年、ティラ） - DVD版
- 傭兵奪還（2017年、マリッサ 他）

### テレビ
- キャラ@声部（2020年4月4日 - 2022年3月20日、テレビ愛知[56]）

### ラジオ
※はインターネット配信。
- ファンタシースターオンライン2 アークス候補生!（2014年 - 2015年、ニコニコ生放送※）
- ファンタシースターオンライン2　PSO2放送局（2014年、ニコニコ生放送※）
- ゲームのがっこう（2014年、ニコニコ生放送※） - アシスタントMC
- 『PSO2放送局』♯36 -『PSO』15周年記念 15時間生放送スペシャル！-（2015年、ニコニコ生放送※）
- アイドルメモリーズ 私立華音学園放送部（2016年、音泉※[57]）
- 神田川JET GIRLS〜凛とミサのJET RADIO〜（2019年 - 2020年、音泉※[58]）
- 超!A&G+マンスリースペシャル 小原莉子のはらはらじお (2020年、超!A&G+※[59]）
- 小原莉子のホームパーティの時間だよ☆（2021年 - 2023年、OPENREC.tv※[60]）
- キャラ@声部 DE ラジオ（2025年7月 - 、bayfm）

### モーションコミック
- ENSOKU「ニートチャンのグルメ」（2016年、ニートチャン[61]）
- Comic Festa「更科昴くんの命令は絶対!!」（2017年、千原奈緒）
- LisPon「窓際族だけど気づいたら異世界で勇者になっていた。」（2017年、ユナ）

### イベント
- ちゃんおぷ的イベントお渡し会（2014年11月29日）
- ちゃんおぷ的ドラマ 発売記念イベント（2014年12月13日）
- ちゃんおぷ的イベント（2015年4月11日・26日）
- ちゃんおぷ的ドラマ 発売記念お渡し会（2015年6月7日）
- アークスフェスティバル2015（2015年8月16日）
- サイサイフェス（2015年8月25日、ミチルロンド / サポートギター）ゲスト出演
- 『PSO』シリーズ15周年記念コンサート「シンパシー2015」（2015年11月23日）
- ファンタシースター感謝祭2016（2015年12月23日、2016年1月10日・2月11日・3月21日）
- ファンタシースターシリーズ30周年記念ライブ「ライブシンパシー2018」（2018年3月24日）
- 岐阜まち中！長良まつり!!（2021年1月31日）

### 舞台
- スパイスアップ・ナイトパレード（2017年4月29日 - 5月7日、ドクタージーカンズ[62]）
- アリスインプロジェクト「終わらない歌を少女はうたう」（2017年9月13日 - 18日、新宿LIVE） - 美空晴子 役[63]
- 朗読劇×オーケストラ 第2弾 ハムレット（2018年2月17日、Bunkamura オーチャードホール） - オフィーリア 役[64]
- Otona Project 第二十四弾 爆走おとな小学生 第十回全校集会「初等教育ロイヤル」（2019年5月29日 - 6月2日、全労済ホール/スペース・ゼロ） - 木村さん 役（Wキャスト[65]）
- 音楽朗読劇「ジキルvsハイド」（2019年10月22日、よみうりホール） - マリー 役[66]
- We are RAISE A SUILEN〜BanG Dream! The Stage〜（2020年7月15日 - 19日、天王洲 銀河劇場）ロック 役[67][68]
- Otona Project 第三十五弾 爆走おとな小学生 第十六回全校集会「サイキック学園〜青春超能力バトル〜」（2021年5月15日 - 16日、こくみん共済 coop ホール / スペース・ゼロ） - 日替わりゲスト[69]
- ゼロの無限音階（2021年7月8日 - 11日、博品館劇場） - ペネロペ 役[70]
- 舞台「擾乱 THE PRINCESS OF SNOW AND BLOOD 〜陽いづる雪月花編〜」（2021年10月28日 - 11月7日、明治座） - 参拾弐 役（Wキャスト[71]）
- 朗読劇「幽玄朗読舞 SEIMEI〜道成寺伝説より〜」（2022年10月25日 - 30日、博品館劇場[72]）
- ニュー熱海国際ホテル 2022（2022年12月24日 - 31日、シアターサンモール[73]）
- 桜花浪漫堂 朗読劇「人間失格・紅」（2023年12月8日 - 11日〈予定〉、飛行船シアター） - シヅ子 役（Wキャスト）[74]）
- 朗読劇「モノクロの空に虹を架けよう」（2025年2月24日・26日、新宿シアタートップス）[75]

### その他コンテンツ
- アニメ「ミカグラ学園組曲」OP「放課後革命」弾いてみた（2015年、ニコニコ動画）
- 「ファンタシースターオンライン2」踊ってみた「We're ARKS!」「レアドロ☆KOI☆恋!」（2015年、ニコニコ動画）
- 温泉むすめ（2018年 - 2023年、鈍川まなみ〈初代〉[注釈 3]）
- 二次元アイドルプロジェクト『DreamingDays』（2018年 ‐ 、高崎奈波[77]）
- プロジェクト「声優e-Sports部」二期生（2020年5月 - 2023年6月）YouTubeでのゲーム実況[78][79]
- 声優パラダイスR「あなたの理想になりたい」（vol.36[80] - 連載中）
- CeVIO AI ユニちゃん(CCD-0001)[81]

## ディスコグラフィ

### キャラクターソング
| 発売日         | 商品名                                                                                        | 歌                                                           | 楽曲                                       | 備考                                                                  |
| -------------- | --------------------------------------------------------------------------------------------- | ------------------------------------------------------------ | ------------------------------------------ | --------------------------------------------------------------------- |
| 2017年6月28日  | ファンタシースターオンライン2 ジ アニメーション キャラクターソングCD Vol.2                    | マリカ（高野麻里佳）、リコ（小原莉子）、ユリカ（高木友梨香） | 「トキメキプレシャスドリーマー」           | テレビアニメ『ファンタシースターオンライン2 ジ アニメーション』関連曲 |
| 2018年4月4日   | ファンタシースターオンライン2 ジ アニメーション 主題歌・キャラクターソング コンプリートベスト | リコ（小原莉子）                                             | 「トキメキプレシャスドリーマー」           | テレビアニメ『ファンタシースターオンライン2 ジ アニメーション』関連曲 |
| 2019年10月23日 | BULLET MERMAID                                                                                | 波黄凛（篠原侑）、蒼井ミサ（小原莉子）                       | 「BULLET MERMAID」                         | テレビアニメ『神田川JET GIRLS』オープニングテーマ                     |
| 2020年1月16日  | 神田川JET GIRLS DXジェットパック 特典CD                                                       | 波黄凛（篠原侑）、蒼井ミサ（小原莉子）                       | 「境界線ガールズ」                         | ゲーム『神田川JET GIRLS』主題歌                                       |
| 2020年1月16日  | 神田川JET GIRLS DXジェットパック 特典CD                                                       | 蒼井ミサ（小原莉子）                                         | 「境界線ガールズ」                         | ゲーム『神田川JET GIRLS』関連曲                                       |
| 2020年1月24日  | 神田川JET GIRLS BD・DVD第1巻特典CD                                                            | 波黄凛（篠原侑）、蒼井ミサ（小原莉子）                       | 「ふたりで駆ける道だから」                 | テレビアニメ『神田川JET GIRLS』関連曲                                 |
| 2022年8月17日  | てっぺんっ天国 〜TOP OF THE LAUGH!!!〜                                                        | てっぺんっオールスターズ                                     | 「てっぺんっ天国 〜TOP OF THE LAUGH!!!〜」 | テレビアニメ『てっぺんっ!!!』オープニングテーマ                       |

### 参加作品
| 発売日          | 商品名                                          | 歌                        | 楽曲               | 備考                                                                                       |
| --------------- | ----------------------------------------------- | ------------------------- | ------------------ | ------------------------------------------------------------------------------------------ |
| 2016年 - 2018年 | ウマ娘 プリティーダービー STARTING GATEシリーズ | ウマ娘 プリティーダービー | 「うまぴょい伝説」 | メディアミックスプロジェクト『ウマ娘 プリティーダービー』メインテーマ ギター演奏として参加 |
| 2021年 -        | ウマ娘 プリティーダービー WINNING LIVEシリーズ  | ウマ娘 プリティーダービー | 「うまぴょい伝説」 | メディアミックスプロジェクト『ウマ娘 プリティーダービー』メインテーマ ギター演奏として参加 |